# Western Digital FD1771

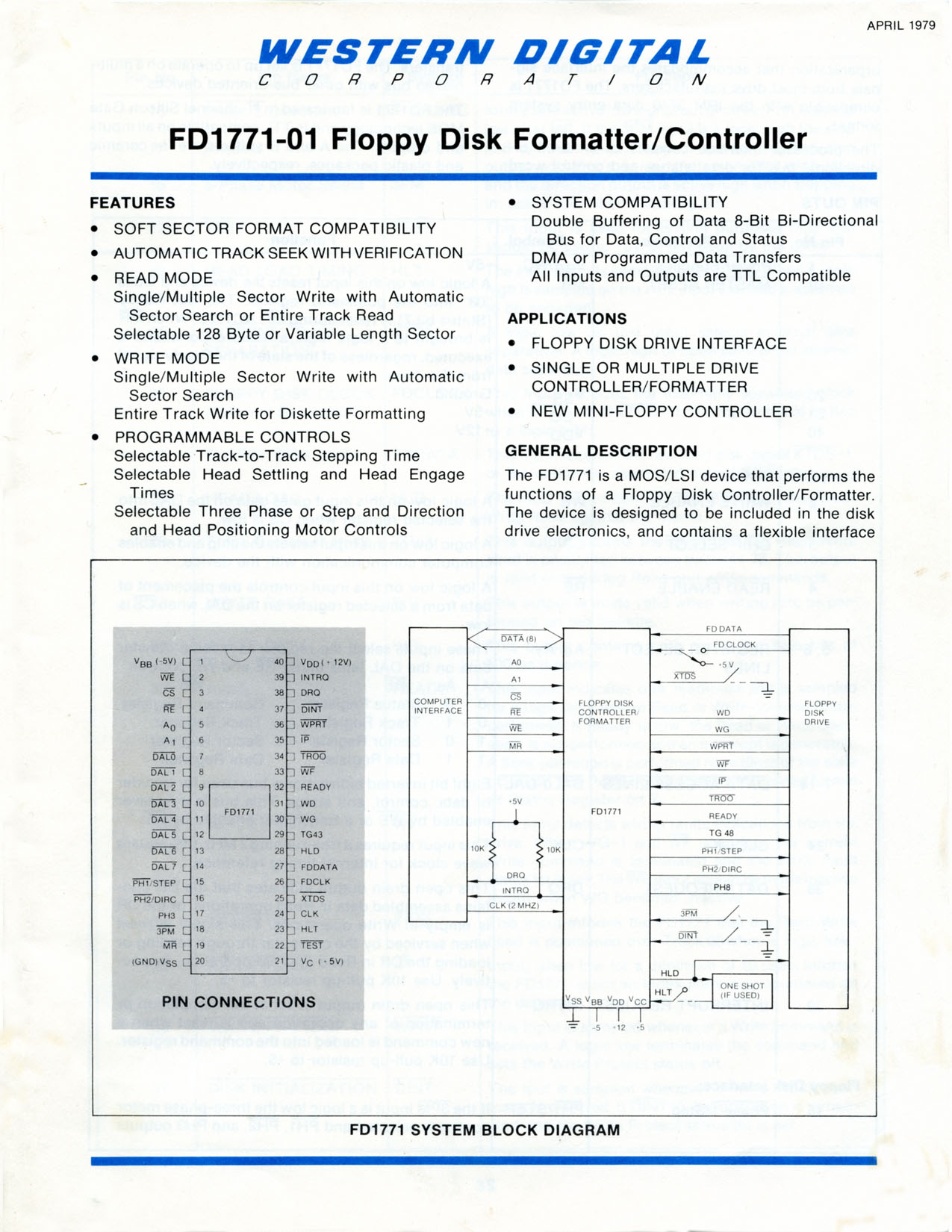
Ficha técnica de Western Digital para el controlador de disquete FD1771

El FD1771, también llamado WD1771, es el primer controlador de disquete de una familia fabricados por Western Digital. Usa densidad simple (FM) y soporta el formato de disco del IBM 3740.  Viene empaquetado en un DIP de 40 pines.
Los modelos posteriores de la serie agregaron soporte para la codificación MFM y agregaron cada vez más circuitos integrados que anteriormente tenían que implementarse en componentes externos. Al cambiar por ello de DIP de 40 pines a DIP de 28 pines, redujo aún más los costos de implementación.

## Derivados
El FD1771 fue reemplazado por muchos derivados que eran en su mayoría compatibles por software:
- El FD1781 fue diseñado para doble densidad, pero requería circuitos de modulación y demodulación externos, por lo que podía admitir codificaciones MFM, M2FM,  GCR[3] u otras codificaciones de doble densidad.[4][5]

- La serie FD1791-FD1797 agregó soporte interno para doble densidad con modulación (MFM), compatible con el formato de disco del IBM System/34. Necesitaban un separador de datos externo.[6]

- La serie WD1761-WD1767 fueron versiones de la serie FD179x clasificadas para una frecuencia de reloj máxima de 1 MHz, lo que resultó en un límite de velocidad de datos de 125 kbit/s para densidad simple y 250 kbit/s para doble densidad, evitando así su uso para disqueteras de 8 pulgadas (200 mm) o las últimas unidades de disquete de Alta densidad (HD, High density), 5,25 pulgada (133 mm) o 3,5 pulgada (89 mm). Estos se vendieron a un precio más bajo y se usaron ampliamente en computadoras domésticas para controlar disqueteras internas o externas.

- La serie WD2791-WD2797 agregó un separador de datos interno mediante un lazo de seguimiento de fase analógico, con algunos componentes pasivos externos necesarios para el VCO. Tomaron un reloj de 1 MHz o 2 MHz y estaban pensados para disqueteras de 8 pulgada (203 mm) y 5,25 pulgada (133 mm).[7]

- Los modelos WD1770, WD1772, y WD1773 agregaron un separador de datos digital interno y un precompensador de escritura, eliminando la necesidad de componentes pasivos externos pero elevando el requisito de frecuencia de reloj a 8 MHz. Admitían la doble densidad, a pesar de la aparente regresión del número de pieza, y estaban empaquetados en paquetes DIP de 28 pines.[8]
- El WD1772PH02-02 era una versión del chip que Atari Corporation instaló en el Atari STe que admitía una operación de alta densidad (500 kbit/s). Después de que la producción en WD no pudo mantenerse, Atari decidió licenciar el diseño y modificarlo para obtener una operación de alta densidad y densidad adicional (1 MBit/s). El chip tenía el nombre en código "Ajax", tenía el número C302096 y fue producido por Toshiba.[9]

## Chips compatibles
Muchos chips compatibles estaban disponibles de otros proveedores:
- Serie FD179x de SMC Microelectronics
- Serie MB887x de Fujitsu
- Serie VL177x de VLSI Technology.
- El KR1818WG93 soviético  (КР1818ВГ93) era un análogo WD1793

Estas familias se utilizaron en muchas Microcomputadoras y ordenadores domésticos incluyendo los Radio Shack TRS-80, Acorn Electron, BBC Master, Atari ST, Acorn Archimedes y el SAM Coupé, así como las interfaces de disco Plus D y DISCiPLE para el Sinclair ZX Spectrum, el Commodore 1571/1581 para el Commodore 64 y la Atari XF551 para los Atari XL/XE.